# Navalcán
Navalcán és un municipi de la província de Toledo, a la comunitat autònoma de Castella la Manxa. Limita amb Arenas de San Pedro al nord, a la província d'Àvila, Parrillas a l'est i Oropesa al sud i oest a la de Toledo.

## Administració
| Període      | Nom de l'alcalde/-essa                                      | Partit polític   | Data de possessió |
| ------------ | ----------------------------------------------------------- | ---------------- | ----------------- |
| 1979 - 1983  | Francisco Muñoz Sánchez                                     | UCD              | 19/04/1979        |
| 1983 - 1987  | Sixto López Martín                                          | AP/PDP/UL        | 28/05/1983        |
| 1987 - 1991  | Sixto López Martín                                          | PP               | 30/06/1987        |
| 1991 - 1995  | Sixto López Martín                                          | PP               | 15/06/1991        |
| 1995 - 1999  | Eugenio Peña Martín                                         | PP               | 17/06/1995        |
| 1999 - 2003  | Eugenio Peña Martín (04-07-01) Jaime David Corregidor Muñoz | Independent PSOE | 03/07/1999        |
| 2003 - 2007  | Jaime David Corregidor Muñoz                                | PSOE             | 14/06/2003        |
| 2007 - 2011  | Jaime David Corregidor Muñoz                                | PSOE             | 16/06/2007        |
| 2011 - 2015  | Manuel Arroyo Domínguez                                     | PP               | 11/06/2011        |
| 2015 - 2019  | Jaime David Corregidor Muñoz                                | PSOE             | 13/06/2015        |
| 2019 - 2023  | n/d                                                         | n/d              | 15/06/2019        |
| Des del 2023 | n/d                                                         | n/d              | 17/06/2023        |